# Super Street: The Game
Super Street: The Game ist ein actionlastiges Rennspiel, das 2018 von der Firma Team6 Game Studios entwickelt und von Lion Castle veröffentlicht wurde. Das Spiel weist Ähnlichkeiten mit Midnight-Club-Spielen auf. 2019 kam für die Switch eine Fortsetzung namens Super Street: Racer heraus.

## Spielprinzip
Der Spieler fährt in der Open-World Rennen. In der Garage gibt es ein umfangreiches Individualisierungsangebot und realistische Schadensmodelle, da es keine Lizenzbeschränkungen für die Fahrzeuge gibt. Es gibt verschiedene Etappen und Karten für jedes Gelände, von der Wüste bis hin zu Kleinstädten und Großstädten. Im Laufe des Spiels kann man Besatzungsmitglieder einstellen, die dem Spieler dabei helfen, in den Rennen Erster zu werden.

## Rezeption
Das Spiel erhielt gemischte bis äußerst negative Kritiken. Metacritic aggregierte für die Xbox-One-Version einen Metascore von 37/100 und für die Switch-Version von Super Street: Racer 66/100. Laut Metacritic bekam die PS4-Version einen Userscore von 6,3 von 10 Punkten, 6,1 bekam die PC-Version, und 6,2 die Xbox-One-Version. Das Switch-Spiel Super Street: Racer hält einen Userscore von 4,1 Punkten. Gelobt wurde das realistische Schadenssystem. Zu den Kritikpunkten zählen unter anderem, das schlechte Fahrsystem, die schlechte Grafik und der fehlende Story-Modus.
GameStar kam bei der PC-Version zu einem vernichtenden Fazit und riet vom Kauf ab.

„Dumpfer Sexismus, katastrophale Steuerung, Alibi-Tuning: Rennspiel-Fans sollten um Super Street: The Game eine große Kurve fahren.“